# Lorenzo Lamas
Lorenzo Fernando Lamas (Santa Monica, Californië, 20 januari 1958) is een Amerikaanse acteur. Hij werd in 1983 genomineerd voor een Golden Globe voor zijn rol in Falcon Crest, maar in 1985 ook voor de Golden Raspberry Award voor de slechtste acteur, dankzij zijn rol in de film Body Rock.
Lamas verscheen zowel in films als in televisieseries. Zo speelde hij playboy Lance Cumson in het televisiedrama Falcon Crest van 1981 tot 1990 en de hoofdrol in de actieserie Renegade voor meer dan honderd afleveringen. Van maart 2004 tot in 2006 speelde hij meer dan 200 afleveringen Hector Ramirez in de soap The Bold and the Beautiful.

## Persoonlijk leven
Lamas is een zoon van acteursechtpaar Fernando Lamas en Arlene Dahl. Hij trouwde zelf viermaal, meest recentelijk met Playboy model Shauna Sand (1996-2002). Het echtpaar scheidde volgens anonieme bronnen nadat Shauna een affaire was begonnen met Lamas´ toen achttienjarige zoon A.J. Lamas. Daarvoor was Lamas getrouwd met Kathleen Kinmont (1989-1993), Michelle Smith (1983-1985) en Victoria Hilbert (1981-1982). In 2005 stond hij op het punt om te trouwen met Playmate of the Month Barbara Moore, maar hij liet haar voor het altaar staan. Lamas kreeg met Smith een zoon en een dochter, met Sand drie dochters en nog een zoon met actrice Daphne Ashbrook.
Lamas' oudste zoon A.J. Lamas speelde onder meer enkele maanden in de soap As the World Turns en dochter Shayne in General Hospital.

## Filmografie
- Big Time Rush (2010-2013) (televisieserie)
- 30,000 Leagues Under the Sea (2009)
- Mega Shark vs. Giant Octopus (2009)
- Chinaman's Chance (2008)
- Mexican Gold (2007)
- Succubus: Hell Bent (2007)
- 18 Fingers of Death! (2006)
- Body of Work (2006)
- Lethal (2005)
- The Nowhere Man (2005)
- The Bold and the Beautiful (2004-2007)
- Unseen Evil 2 (2004)
- Sci-Fighter (2004)
- Latin Dragon (2004)
- Motocross Kids (2004)
- Killing Cupid (2004)
- Thralls (2004)
- Dark Waters (2003)
- 13 Dead Men (2003)
- Rapid Exchange (2003)
- The Circuit 2: The Final Punch (2002)
- The Muse (1999)
- Undercurrent (1999)
- Back to Even (1998)
- The rage (1997)
- Black Dawn (1997)
- Mask of Death (1996)
- Midnight Man (1995)
- Gladiator Cop (1995)
- Terminal Justice (1995)
- Bad Blood (1994)
- Final Round (1994)
- CIA II: Target Alexa (1993)
- Bounty Tracker (1993)
- CIA Code Name: Alexa (1992)
- Snake Eater III: His Law (1992)
- The Swordsman (1992)
- Final Impact (1992)
- Night of the Warrior (1991)
- Killing Streets (1991)
- Snake Eater II: The Drug Buster (1989)
- Snake Eater (1989)
- Body Rock (1984)
- Tilt (1979)
- Take Down (1979)
- Grease (1978)
- 100 Rifles (1969)